# Érard III de Chacenay
Érard III de Chacenay (né vers 1210, † en 1253) est seigneur de Chacenay en Champagne. Il est le fils d'Érard II de Chacenay, et de Emmeline de Broyes.

## Biographie
À la mort de son frère ainé Hugues, il hérite de la seigneurie de Chacenay.

### Septième Croisade
En 1248, il prend part à la septième Croisade. Après avoir laissé la garde de Chacenay à Renaud de Grancey, seigneur de Larrey, il embarque le 25 août 1248 avec l'armée royale de Saint Louis à Aigues-Mortes, puis il passe l'hiver à Chypre.
Le 4 juin 1249, il arrive à Damiette, entrée stratégique en Égypte et participe à la prise de Damiette. Dès le lendemain, les habitants sont mis en fuite, et les croisés trouvent la cité détruite.
Le 8 février 1250, il est présent à la bataille de Mansourah et assiste à l'attaque fatale de Robert d'Artois sur Al Mansourah.
Le 5 avril 1250, il fait est fait prisonnier avec le roi Saint Louis par les musulmans lors de la bataille de Fariskur.
Le 5 mai 1250, le roi obtint la paix et sa libération, ainsi que celle des prisonniers croisés, au prix de grands sacrifices, ce qui provoque la fin de la croisade.
Érard est de retour sur ses terres avant fin 1251.
N'ayant pas d'héritier, il transmet à sa mort la seigneurie de Chacenay à sa sœur Alix de Chacenay.

### Guerre de succession de Flandre et de Hainaut
En 1246 le roi Louis IX de France, arbitre les droits de succession, donnant la Flandre aux enfants de Dampierre, et le Hainaut aux enfants d'Avesnes. Ceci semblerait avoir réglé la question, mais en 1253 de nouveaux problèmes surgissent. Jean le fils le plus âgé, d'Avesnes n'étant pas satisfait de son sort, convainc Guillaume II, comte de Hollande, roi de Germanie, son beau-frère, de s'emparer du Hainaut et des régions de Flandre qui se trouvent dans les limites de l'empire.
Une guerre civile s'ensuit, qui finit par la victoire des forces d'Avesnes à la bataille de Westkapelle et l'emprisonnement de Guy de Dampierre, et dans laquelle Érard trouve la mort après avoir combattu aux côtés de son compatriote champenois.

## Mariage et enfants
Il n'a pas été marié et n'a pas de descendance connue.

## Sources
- Marie Henry d'Arbois de Jubainville, Histoire des Ducs et Comtes de Champagne, 1865.
- Lucien Coutant, Notice historique et généalogique de la terre et baronnie de Chacenay (lire en ligne)
- Charles Lalore, Les sires et les barons de Chacenay (lire en ligne)